# عبد الرحمن بن سلمة الكناني
أبو المطرف عبد الرحمن بن سلمة الكناني من أهل قرطبة. أحد رواة الحديث النبوي، ومن شيوخ المالكية في الأندلس. روى عن أحمد بن خليل القاضي وغيره. حدث عنه القاضي أبو عمر بن سميق، وأبو محمد بن حزم.

## مروياته عن أنس
روى عبد الرحمن بن سلمة بإسناد عن مالك قوله: «كان رسول الله ﷺ إمام المسلمين يسئل عن الشيء فلا يجيب حتى يأتيه الوحي من السماء.»

## وفاته
توفي ابن سلمة سنة 411 هـ.